# Dmitri Mikoulski
Dmitri Valentinovitch Mikoulski (Дми́трий Валенти́нович Мику́льский), né le 13 décembre 1954 à Moscou (URSS), est un orientaliste et arabisant russe, docteur en histoire. Il a le titre de professeur.

## Biographie
Il naît dans une famille de moscovites de longue date. Il est le petit-neveu du général-lieutenant Semion Mikoulski (1896-1964). Il termine l'école secondaire n°19 de Moscou en 1972 et le département de philologie de l'Institut des pays d'Asie et d'Afrique en 1978, avec la spécialité de langue et de littérature arabes.
Il est père de deux filles, Daria, née en 1982, et Julie, née en 1991.

### Carrière
Il défend sa thèse de candidat au doctorat en 1981 dont le sujet est «La prose d'Al-Massoudi et la tradition historiographique arabe : du caractère historico-littéraire de l'historiographie arabe (IXe-Xe siècles)». Il défend sa thèse de doctorat d'État en 2002 portant sur « Le monde de la culture arabe dans l'œuvre d'Al-Massoudi (Хe siècle) Prairies d'or et mines de pierres précieuses».
Il travaille à l'Académie du parti communiste, où il entame une carrière de traducteur et termine comme collaborateur scientifique senior.
En 1993, il devient collaborateur à l'Institut oriental de l'Académie des sciences de Russie  et à partir de 1994 à l'Institut des études orientales pratiques (il est secrétaire scientifique en 1997). La même année, il est professeur invité pour dispenser des cours d'islamologie et d'ethnographie musulmane concernant les peuples de l'ancienne URSS à l'université du Vermont aux États-Unis.
Dmitri Mikoulski participe au XVe (1996, Budapest), XVIe (2000, Montréal) et XVIIe (2004, Moscou) Congrès international des orientalistes.
Il est membre effectif de la Société impériale orthodoxe de Palestine. Il est considéré comme le meilleur spécialiste d'Al-Massoudi et l'un des arabisants les plus fameux du monde russophone.

### Quelques travaux scientifiques
- Общественно-политические аспекты освещения исламской проблематики в египетской газете «Аль-Ахрам» (1982—1987 гг.): Аналитический обзор [Aspects socio-politiques à la lumière de la problématique islamique dans le journal égyptien « Al-Akhram » (1982-1987): revue d'ensemble analytique], Moscou, Institut d'Afrique, 1989. — 39 pages.
- Актуальные проблемы современной мусульманской общественной мысли (арабские страны) [Problèmes actuels de la pensée commune musulmane moderne (pays arabes)], Moscou, Académie de l'héritage spirituel de l'Orient, Maison centrale de la connaissance des religions et de l'athéisme, 1990. — 102 pages.
- Социальное учение исламского возрожденчества (сборник статей) [La doctrine sociale du renouveau islamique (choix d'articles)], Moscou, Académie du parti communiste, 1990.
- Ислам в России и Средней Азии (сборник) [L'islam en Russie et en Asie centrale (recueil de textes)], Moscou, éd. Lotos, 1993. — 272 pages. (en collaboration avec I. A. Iermakov).
- «Таджикская революция» и гражданская война (1989—1994 гг.) [La révolution tadjike et la guerre civile (1989-1994)], Moscou, éd. ЦИМО Institut d'ethnologie et d'anthropologie Mikloukho-Maklaïa de l'Académie des sciences de Russie, 1995. — 310 pages. (en collaboration avec I. A. Iermakov).
- Анатомия гражданской войны в Таджикистане (этно-социальные процессы и политическая борьба, 1992—1995) [L'anatomie de la guerre civile au Tadjikistan (processus ethno-social et combat politique, 1992-1994)], Moscou, Institut d'ethnologie et d'anthropologie, Institut d'études orientales pratiques, 1996. — 170 pages. (en collaboration avec V. I. Bouchkov); 2e éd. en 1997.
- Арабский Геродот [L'Hérodote arabe] / sous la resp. éd. de L. Serguienko. — Moscou, éd. Aletheia, 1998. — 232 pages. — (coll. Vita Memoriae). —  (ISBN 5-89321-014-X). (traduit en arabe, Damas, 2006).
- Арабо-мусульманская культура в сочинении ал-Мас‘уди «Золотые копи и россыпи самоцветов» («Мурадж аз-захаб ва ма‘адин ал-джаухар»): X век [La culture arabo-musulmane dans l'œuvre d'Al-Massoudi: Prairie d'or et mines de pierre précieuses.], Moscou: éd. Восточная литература (Littérature orientale), 2006. — 175 pages. — (Travaux de l'Institut des études orientales pratiques, tome II). —  (ISBN 5-02-018536-1).
- База данных сюжетов и тем арабских династических хроник IX—X вв. [Base de données des sujets et des thématiques des chroniques dynastiques arabes des IXe et Xe siècles] (première partie). Publication électronique sur le site de l'Institut des études orientales de l'Académie des sciences de Russie.
- Алжирская народная поэма «Хизиййа» — основное содержание и среда функционирования. [Le poème populaire algérien « Hiziyya », contenu de base et moyens de fonctionnement] // in Восток (Orient). — № 1. — 2010. — pp. 129—133.
- Биографии религиозных деятелей в ал-Манхал ал-‘азб фи та’рих Тарабулус ал-Гарб. [Biographies des chefs religieux dans Al-Mankhal al-'azb fi ta'rikh taraboulous al-Gabr], Moscou, Académie des sciences de Russie. Инсти-тут востоковедения. М-. Наука – Восточная л-итература, 2016; pp. 157 – 222.
- О пользе востоковедного образования [De l'utilité de l'enseignement des études orientales].

### Quelques traductions
- Абу-л-Хасан ‘Али ибн ал-Хусайн ибн ‘Али ал-Мас‘уди. Золотые копи и россыпи самоцветов. (История Аббасидской династии: 749—947) [Prairies d'or et mines de pierres précieuses. (Histoire de la dynastie abbasside: 749-947)] / Traduction de l'arabe, introduction, commentaires et index par le prof. Mikoulski, Moscou, éd. Natalis (Наталис), 2002. — 800 pages. — (coll. orientale Восточная коллекция) —  (ISBN 5-8062-0058-2).
- Книга о завоевании Йемена [Le livre des guerres du Yémen] // Е. А. Davidovitch (resp. éd.) et al. Recueil de sources historiques orientales et de disciplines historiques spéciales, Moscou, éd. Восточная литература (Littérature orientale), 2004. — tome VI. — pp. 88—153. —  (ISBN 5-02-018396-2).
- «Благоуханный сад для духовных услад» учёнейшего шейха Сиди Мухаммада ибн Мухаммада ан-Нафзави  [« Le jardin parfumé pour les plaisirs spirituels » du cheikh très savant Sidi Mohammed ibn Mohammed an-Nafzavi]/ traduction de l'arabe et postface du prof. Mikoulski, Moscou, éd. Таус, 2008. — 224 pages. —  (ISBN 978-5-903011-35-3).

## Source
- (ru) Cet article est partiellement ou en totalité issu de l’article de Wikipédia en russe intitulé « Микульский, Дмитрий Валентинович » (voir la liste des auteurs).